# Instituto Nacional contra la Discriminación, la Xenofobia y el Racismo
El Instituto Nacional contra la Discriminación, la Xenofobia y el Racismo (INADI) fue un organismo creado en 1995 mediante la Ley N.º 24.515 con el fin de elaborar y proponer políticas nacionales y medidas concretas para combatir la discriminación en todas sus formas en la Argentina. El INADI había sido pensado y creado como un ente autónomo y autárquico, con el fin de asegurar las cuestiones raciales, religiosas y partidarias de la sociedad en su conjunto, con independencia de las políticas de quienes ocuparan circunstancialmente el Poder Ejecutivo. Sin embargo, esto casi nunca se cumplió en la realidad. Desde el año 2000 en adelante, se mantuvo intervenido por el Poder Ejecutivo Nacional (con excepción del período de Oteiza y Lubertino), no gozando en consecuencia de la independencia que le confiere su ley nacional de creación 24.515. Esta situación fue mantenida por todos los sucesivos gobiernos hasta su disolución total, quitándole así autonomía orgánica al mismo. 
En febrero de 2024, durante la presidencia de Javier Milei, el Gobierno argentino a través del vocero presidencial manifestó su intención de disolver el organismo. El 6 de agosto del mismo año, este fue disuelto a través del decreto 696/2024.

## Historia

### Antecedentes
Su antecedente fue la Ley 23.592, del 4 de agosto de 1988, sancionada durante la presidencia de Raúl Alfonsín, conocida también como Ley Antidiscriminatoria. La ley contiene tres artículos básicos:
- Acción civil: Una acción civil para hacer cesar el acto discriminatorio y por daños y prejuicios materiales y morales, en casos de discriminación por «motivos tales como raza, religión, nacionalidad, ideología, opinión política o gremial, sexo, posición económica, condición social o caracteres físicos» (Artículo 1°).
- Delito penal: Crea dos delitos penales. El primero castiga la realización de propaganda o la participación en organizaciones que sostenga la superioridad de una raza o de un grupo de personas de determinada religión, origen étnico o color. El segundo castiga el acto de incitar a la persecución o el odio con personas a causa de su raza, religión, nacionalidad o ideas políticas. La pena es de tres meses a tres años de prisión (Artículo 3°).
- Agravante de los delitos penales: Cualquier delito será agravado cuando sea cometido por persecución u odio a una raza, religión o nacionalidad, o con el objeto de destruir en todo o en parte a un grupo nacional, étnico, racial o religioso (Artículo 2°).

### Creación
El 5 de julio de 1995, durante la Presidencia de Carlos Menem, se sancionó la Ley 24.515  creando el Instituto Nacional contra la Discriminación, la Xenofobia y el Racismo, que comenzó sus tareas en 1997. Su primer presidente fue el periodista Víctor Ramos. El organismo contaba con un presidente y un vicepresidente, quienes eran acompañados a su vez por un directorio y un consejo asesor compuestos por representantes del Gobierno Nacional y de las Organizaciones de la Sociedad Civil.

## Objetivos
- Difundir la ley N.º 23.592 sobre Actos de discriminación racial.
- Investigar, sistematizar y difundir información acerca de los procesos y formas de discriminación que se evidencian en el ámbito nacional.
- Recibir las denuncias que realicen los ciudadanos, instituciones o grupos sobre conductas discriminatorias, xenófobas o racistas y producir dictámenes acerca de los actos denunciados o promover reuniones de conciliación en todos aquellos casos en los que se considere beneficioso para los afectados.
- Diseñar e impulsar campañas y proyectos educativos y de difusión tendientes a eliminar actitudes discriminatorias, xenófobas o racistas.
- Patrocinar gratuitamente a personas o grupos, víctimas de actos discriminatorios y xenófobos o racistas.
- Establecer vínculos de coordinación y cooperación con organismos nacionales o extranjeros, públicos o privados, con la finalidad de actuar conjuntamente en materia antidiscriminatoria.
- Realizar talleres permanentes de capacitación a grupos, organizaciones sociales, actores comunitarios y todas aquellas personas que pueden intervenir en la comunidad para la prevención de la discriminación a otras personas e informar a habitantes o personas sobre las actitudes discriminatorias.

## Funciones
El INADI fue hasta su disolución una institución descentralizada en la órbita del Ministerio de Justicia y Derechos Humanos, con facultades para recibir denuncias, investigar, realizar campañas y apoyar a las víctimas, en cuestiones relacionadas con toda forma de discriminación. A su vez, el INADI llevaba adelante programas referidos a la visibilización y reivindicación de los derechos de los grupos históricamente marginados de Argentina. El Instituto contaba con delegaciones en todas las provincias.
Las denuncias de actos discriminatorios se recibían mediante una línea telefónica gratuita para todo el país.

## Nómina de Presidentes/Interventores*
- Sólo en el caso de Víctor Jorge Ramos, Enrique Oteiza y María José Lubertino se trataron de presidencias. Las demás fueron intervenciones.

| N.º | Presidentes/Interventores    | Partido o Alianza | Partido o Alianza                   | Periodo                                            |
| --- | ---------------------------- | ----------------- | ----------------------------------- | -------------------------------------------------- |
| 1   | Víctor Jorge Ramos           |                   | Independiente                       | 5 de julio de 1995 - 31 de marzo de 2000           |
| 2   | Eugenio Raúl Zaffaroni       |                   | Frente Grande                       | 31 de marzo de 2000 - 2 de enero de 2002           |
| 3   | Enrique Oteiza               |                   | Independiente                       | 2 de enero de 2002 - 13 de septiembre de 2006      |
| 4   | María José Lubertino         |                   | Espacio Abierto                     | 13 de septiembre de 2006 - 10 de diciembre de 2009 |
| 5   | Claudio Morgado              |                   | Partido de la Concertación FORJA    | 10 de diciembre de 2009 - 10 de junio de 2011      |
| 6   | Pedro Mouratian              |                   | Frente para la Victoria             | 10 de junio de 2011 - 10 de diciembre de 2015      |
| 7   | Javier Buján                 |                   | Independiente                       | 10 de diciembre de 2015 - 23 de marzo de 2017      |
| 8   | Claudio Presman              |                   | Unión Cívica Radical                | 19 de junio de 2017 - 10 de diciembre de 2019      |
| 9   | Victoria Donda               |                   | Somos                               | 10 de diciembre de 2019 - 29 de diciembre de 2022  |
| 10  | Greta Marisa Pena            |                   | Frente de Todos/Unión por la Patria | 10 de enero de 2023 - 10 de diciembre de 2023      |
| 11  | María de los Ángeles Quiroga |                   | Independiente                       | 20 de febrero de 2024 - 6 de agosto de 2024        |

## Disolución
El 22 de febrero de 2024, el vocero presidencial Manuel Adorni anunció la voluntad del Gobierno de disolver el organismo.
El presidente Javier Milei celebró el anuncio en sus redes sociales. En 2022, Milei había criticado el accionar del organismo durante la Copa Mundial de Fútbol en Catar. El propio Javier Milei, así como el legislador porteño Ramiro Marra, habían sido denunciados ante el organismo por presuntas expresiones discriminadoras. Si bien el vocero presidencial explicó que el cierre no sería inmediato por cuestiones burocráticas, diputados declararon que el poder ejecutivo no tiene la facultad de eliminar un organismo creado por una ley del Congreso Nacional.
El anuncio motivó declaraciones de rechazo por parte de la Delegación de Asociaciones Israelitas Argentinas (DAIA), Amnistía Internacional y la Fundación Huésped, entre otras organizaciones y referentes.
Posteriormente, el ministro de Justicia Mariano Cúneo-Libarona aclaró que las funciones serán absorbidas por el Ministerio, hecho confirmado por el propio INADI en la red social X.
El 6 de agosto de 2024, el organismo, que hasta ese momento se encontraba en el ámbito del Ministerio de Justicia, fue disuelto y sus recursos, tanto materiales como financieros, fueron transferidos a este último.